# Coadou-Fleury
Coadou-Fleury war eine französische Automarke.

## Unternehmensgeschichte
Der Pilot Marcel Coadou gründete 1921 in Trébeurden das Unternehmen, das seinen Namen trug, zur Produktion von Automobilen. Der Markenname lautete Coadou-Fleury. 1934 endete die Produktion.

## Fahrzeuge
Das erste Modell war ein Cyclecar. Für den Antrieb sorgte ein Vierzylindermotor von Ruby mit 850 cm³ oder 903 cm³ Hubraum und 20 PS Leistung. Das Fahrzeug besaß eine selbsttragende Karosserie, war allerdings zu teuer, um Erfolg zu haben.
1927 kam in einer weiterentwickelten Version der Motor des Citroën Typ B2 mit OHV-Ventilsteuerung zum Einsatz. Aufgrund der erhöhten Motorleistung von 30 PS erhielten die Fahrzeuge Vierradbremsen. Später waren auch Coupés erhältlich.
Das letzte Modell war der Aérolithe mit einer aerodynamischen Karosserie. Ein Fahrzeug dieses Modells ist erhalten geblieben.